# Ignace Van der Brempt
Ignace Van der Brempt (ur. 1 kwietnia 2002 w Antwerpii) – belgijski piłkarz występujący na pozycji prawego obrońcy w belgijskim klubie Club Brugge oraz w reprezentacji Belgii U-21.

## Kariera klubowa

### Club Brugge
W 2017 roku dołączył do akademii Club Brugge. W 2019 roku został przesunięty do pierwszego zespołu. 30 kwietnia 2019 podpisał pierwszy profesjonalny kontrakt. Zadebiutował 14 września 2019 w meczu Eerste klasse A przeciwko Cercle Brugge. W sezonie 2019/20 jego drużyna zajęła pierwsze miejsce w tabeli i zdobyła mistrzostwo Belgii. 8 grudnia 2020 zadebiutował w fazie grupowej Ligi Mistrzów UEFA w meczu przeciwko S.S. Lazio (2:2). Pierwszą bramkę zdobył 22 lutego 2021 w meczu ligowym przeciwko Oud-Heverlee Leuven (3:0). W sezonie 2020/21 jego zespół ponownie zajął pierwsze miejsce w tabeli zdobywając mistrzostwo Belgii.

## Kariera reprezentacyjna

### Belgia U-19
W 2019 roku otrzymał powołanie do reprezentacji Belgii U-19. Zadebiutował 7 września 2019 w meczu towarzyskim przeciwko reprezentacji Portugalii U-19 (1:2). Pierwszą bramkę zdobył 16 listopada 2019 w meczu eliminacji do Mistrzostw Europy U-19 2020 przeciwko reprezentacji Albanii U-19 (2:1).

### Belgia U-21
W 2021 roku otrzymał powołanie do reprezentacji Belgii U-21. Zadebiutował 4 czerwca 2021 w meczu eliminacji do Mistrzostw Europy U-21 2023 przeciwko reprezentacji Kazachstanu U-21 (1:3).

## Statystyki

### Klubowe
(aktualne na dzień 7 lipca 2021)
| Klub               | Sezon              | Liga               | Liga  | Liga   | Puchar kraju | Puchar kraju | Europa | Europa | Suma  | Suma   |
| Klub               | Sezon              | Liga               | Mecze | Bramki | Mecze        | Bramki       | Mecze  | Bramki | Mecze | Bramki |
| ------------------ | ------------------ | ------------------ | ----- | ------ | ------------ | ------------ | ------ | ------ | ----- | ------ |
| Club Brugge        | 2019/20            | Eerste klasse A    | 1     | 0      | 1            | 0            | 0      | 0      | 2     | 0      |
| Club Brugge        | 2020/21            | Eerste klasse A    | 9     | 1      | 2            | 0            | 3      | 0      | 14    | 1      |
| Club Brugge        | Ogólnie            | Ogólnie            | 10    | 1      | 3            | 0            | 3      | 0      | 16    | 1      |
| Ogólnie w karierze | Ogólnie w karierze | Ogólnie w karierze | 10    | 1      | 3            | 0            | 3      | 0      | 16    | 1      |

### Reprezentacyjne
(aktualne na dzień 7 lipca 2021)
| Reprezentacja | Rok     | Mecze | Bramki |
| ------------- | ------- | ----- | ------ |
| Belgia U-19   |         |       |        |
| 2019          | 6       | 1     |        |
| Ogólnie       | Ogólnie | 6     | 1      |
| Belgia U-21   |         |       |        |
| 2021          | 1       | 0     |        |
| Ogólnie       | Ogólnie | 1     | 0      |

| Mecze i gole w reprezentacji | Mecze i gole w reprezentacji | Mecze i gole w reprezentacji | Mecze i gole w reprezentacji | Mecze i gole w reprezentacji | Mecze i gole w reprezentacji | Mecze i gole w reprezentacji | Mecze i gole w reprezentacji |
| Belgia U-19                  | Belgia U-19                  | Belgia U-19                  | Belgia U-19                  | Belgia U-19                  | Belgia U-19                  | Belgia U-19                  | Belgia U-19                  |
| Lp.                          | Data                         | Miejsce                      | Gospodarz                    | Gość                         | Wynik                        | Gol                          | Rozgrywki                    |
| ---------------------------- | ---------------------------- | ---------------------------- | ---------------------------- | ---------------------------- | ---------------------------- | ---------------------------- | ---------------------------- |
| 1.                           | 07.09.2019                   | Genk                         | Belgia U-19                  | Portugalia U-19              | 1:2                          |                              | Mecz towarzyski              |
| 2.                           | 10.09.2019                   | Genk                         | Belgia U-19                  | Czechy U-19                  | 2:2                          |                              | Mecz towarzyski              |
| 3.                           | 12.10.2019                   | Marbella                     | Belgia U-19                  | Anglia U-19                  | 2:4                          |                              | Mecz towarzyski              |
| 4.                           | 13.11.2019                   | Tessenderlo                  | Islandia U-19                | Belgia U-19                  | 0:3                          |                              | el. ME U-19 2020             |
| 5.                           | 16.11.2019                   | Genk                         | Belgia U-19                  | Albania U-19                 | 2:1                          | Gol                          | el. ME U-19 2020             |
| 6.                           | 19.11.2019                   | Maasmechelen                 | Belgia U-19                  | Grecja U-19                  | 1:0                          |                              | el. ME U-19 2020             |
| Belgia U-21                  |                              |                              |                              |                              |                              |                              |                              |
| Lp.                          | Data                         | Miejsce                      | Gospodarz                    | Gość                         | Wynik                        | Gol                          | Rozgrywki                    |
| 1.                           | 04.06.2021                   | Aktobe                       | Kazachstan U-21              | Belgia U-21                  | 1:3                          |                              | el. ME U-21 2023             |

## Sukcesy

### Club Brugge
- Mistrzostwo Belgii (2×): 2019/2020, 2020/2021